# Szekszárdi járás
A Szekszárdi járás Tolna vármegyéhez tartozó járás Magyarországon, amely 2013-ban jött létre. Székhelye Szekszárd. Területe 656,18 km², népessége 59 412 fő, népsűrűsége pedig 91 fő/km² volt 2013. elején. 2013. július 15-én két város (Szekszárd és Bátaszék) és 15 község tartozott hozzá.
A Szekszárdi járás a járások 1983-as megszüntetése előtt is létezett, ezen a néven az 1950-es járásrendezéstől kezdve. Korábbi neve Központi járás, székhelye pedig az állandó járási székhelyek kijelölése (1886) óta mindvégig Szekszárd volt.

## Települései
| Település | Rang (2013. július 15.)         | Közös hivatal | Kistérség (2013. január 1.) | Népesség (2013. január 1.) | Terület (km²) |
| --------- | ------------------------------- | ------------- | --------------------------- | -------------------------- | ------------- |
| Szekszárd | megyeszékhely megyei jogú város | Szekszárd     | Szekszárdi                  | 33 599                     | 96,28         |
| Bátaszék  | város                           | Bátaszék      | Szekszárdi                  | 6 380                      | 63,68         |
| Decs      | nagyközség                      |               | Szekszárdi                  | 3 843                      | 94,68         |
| Alsónána  | község                          | Bátaszék      | Szekszárdi                  | 731                        | 13,14         |
| Alsónyék  | község                          | Bátaszék      | Szekszárdi                  | 755                        | 31,9          |
| Báta      | község                          | Báta          | Szekszárdi                  | 1 742                      | 66,16         |
| Harc      | község                          | Kölesd        | Szekszárdi                  | 898                        | 15,86         |
| Kistormás | község                          | Kölesd        | Szekszárdi                  | 342                        | 11,35         |
| Kölesd    | község                          | Kölesd        | Szekszárdi                  | 1 515                      | 38,13         |
| Medina    | község                          | Kölesd        | Szekszárdi                  | 769                        | 22,24         |
| Őcsény    | község                          | Őcsény        | Szekszárdi                  | 2 365                      | 72,61         |
| Pörböly   | község                          | Őcsény        | Szekszárdi                  | 558                        | 11,11         |
| Sárpilis  | község                          | Báta          | Szekszárdi                  | 670                        | 21,7          |
| Sióagárd  | község                          | Őcsény        | Szekszárdi                  | 1 236                      | 24,4          |
| Szálka    | község                          | Szekszárd     | Szekszárdi                  | 588                        | 17,08         |
| Szedres   | község                          |               | Szekszárdi                  | 2 284                      | 46,31         |
| Várdomb   | község                          | Őcsény        | Szekszárdi                  | 1 137                      | 9,55          |